# Lună albastră

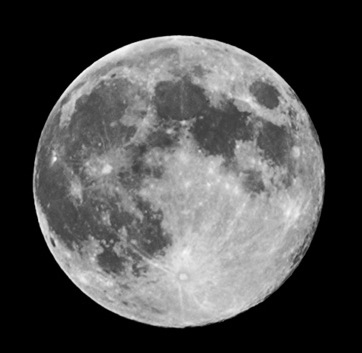
Lună albastră la 31 august 2012, văzută din Slobozia, România.

O lună albastră este o lună plină „suplimentară” care se produce când un an are 13 luni pline în loc de 12 într-un an normal. Adjectivul „albastru” nu are nimic de-a face cu culoarea reală a lunii, deși o „lună albastră” (luna care apare cu o tentă de albastru) poate apărea în anumite condiții atmosferice: de exemplu, dacă erupțiile vulcanice sau incendiile lasă în atmosferă particule de dimensiunea potrivită pentru a reflecta lumina roșie, astfel încât lumina Lunii să apară albastră sau verde.

## Etimologie
Termenul de „lună albastră” este o calchiere a expresiei englezești „blue moon”. Originea acestei expresii nu este cunoscută. Cea mai timpurie folosire a fost găsită într-un pamflet din 1528 care atacă violent clerul britanic și se intitulează Rede Me and Be Not Wrothe: If they say the moon is blue / We must believe that it is true.
În limba engleză, termenul se regăsește în expresia once in a blue moon care este folosită cu sensul de „foarte rar”. 

## Frecvență
Durata între două luni pline consecutive este de 29,5 zile. De aceea, într-un an sunt, de obicei, 12 luni pline, aproximativ unul pe lună, dar un an calendaristic are aproximativ 11 zile mai mult decât un ciclu lunar de 12 luni lunare. Aceste zile suplimentare se acumulează și o lună plină suplimentară are loc la fiecare doi sau trei ani (de 7 ori în ciclul metonic de 19 ani).
Două luni pline într-o lună (din care a doua este o „lună albastră” în perioada 2009-2021:
- 2009: 2 și 31 decembrie (eclipsă parțială de lună), numai în zonele UTC+05
- 2010: 1 ianuarie (eclipsă parțială de lună) și 30, numai în zonele UTC+04:30.
- 2010: 1 și 30 martie, numai în zonele UTC+07.
- 2012: 2 și 31 august, numai în zonele UTC+10.
- 2012: 1 și 30 septembrie, numai în zonele UTC+10:30.
- 2015: 2 și 31 iulie.
- 2018: 2 și 31 ianuarie, numai în zonele UTC+11.
- 2018: 2 și 31 martie, numai în zonele UTC+12.
- 2020: 1 și 31 octombrie, numai în zonele UTC+10.